# St. Antonius (Wollmerschied)

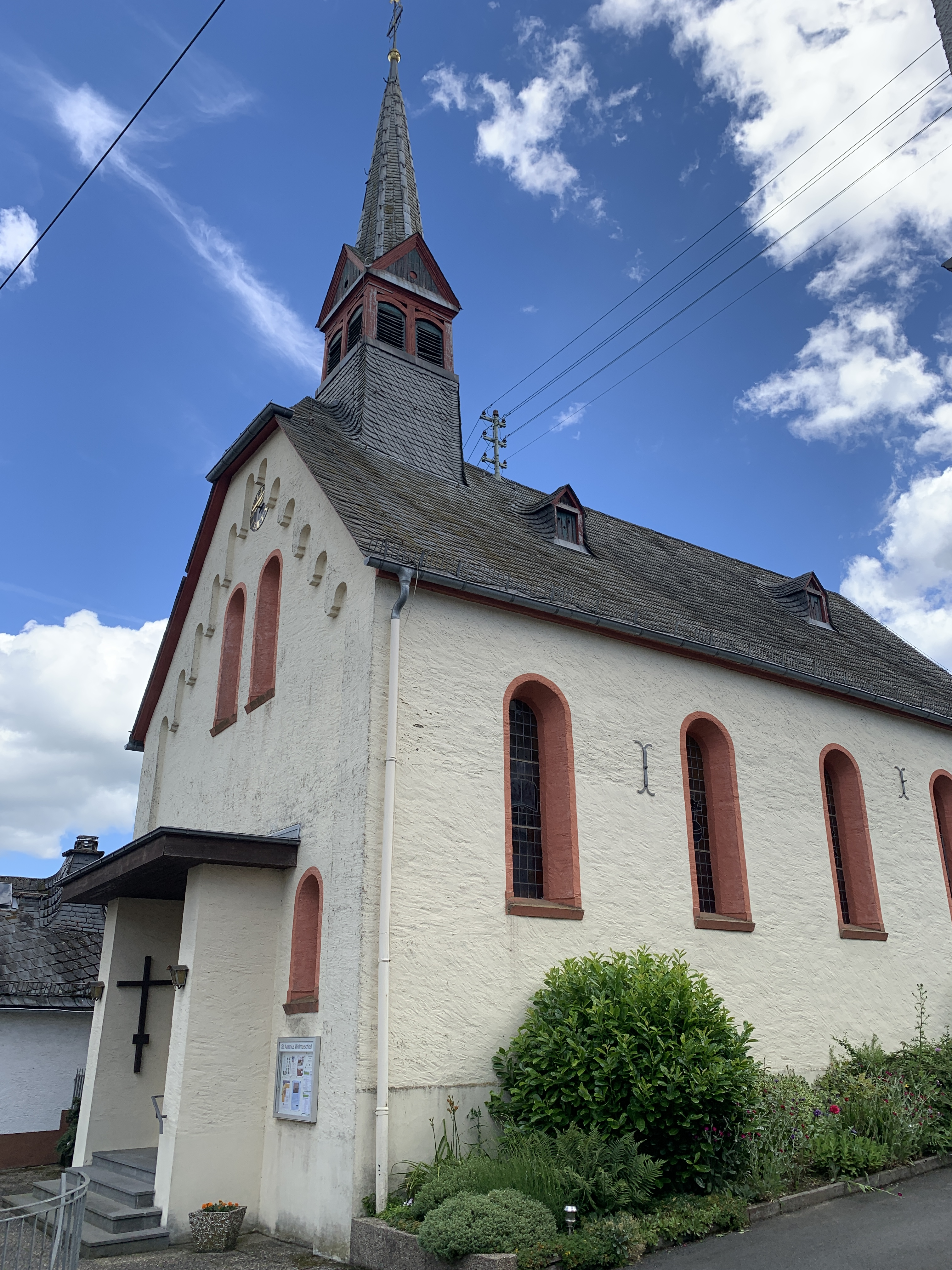
Katholische Kirche St. Antonius in Wollmerschied

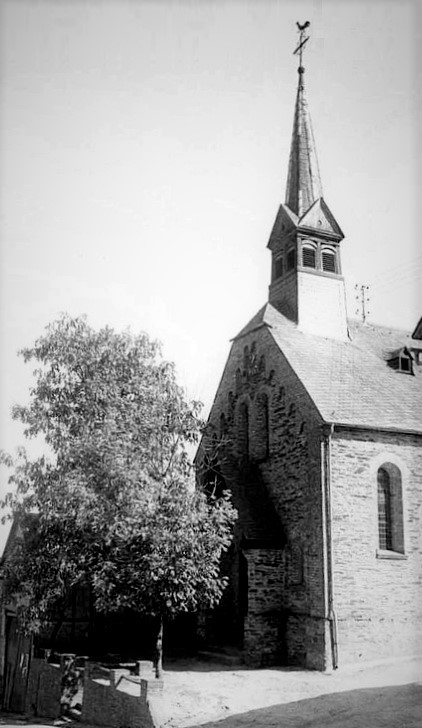
Das Eingangsportal der noch steinsichtigen St.-Antonius-Kirche auf einem historischen Foto

Die katholische Kirche St. Antonius ist ein denkmalgeschütztes Kirchengebäude in Wollmerschied, einem Ortsteil der Stadt Lorch (Rheingau). Sie ist eine Filialkirche der Pfarrei Heilig Kreuz Rheingau, einer Pfarrei neuen Typs. Seit 2015 ist der sogenannte Rheingauer Dom in Geisenheim auch Pfarrkirche von Wollmerschied.

## Geschichte
Die Gemarkung der Siedlung Wollmerschied wurde 1695 von Ransel geschieden. Kirchlich blieb das Dorf aber eine Filiale der 1654 gegründeten Pfarrei St. Katharina (Ransel). Am 3. September 1713 wurde eine Kapelle durch den Dechanten Elias Reinhardt Gros aus Eltville eingeweiht. Die Baulast und den Unterhalt hatte das Dorf zu tragen.
Ende des 19. Jh. wurde diese Kapelle abgerissen und 1894 durch den Neubau der heutigen Kirche ersetzt. Sie wurde dem heiligen Antonius von Padua geweiht. 1970 wurde die Kirche unter dem damaligen Ranseler Pfarrer Clemens Rohbeck grundlegend renoviert. 1976 wurde ein dreistimmiges Geläut angeschafft. Bis 1980 verfügte die zuständige Ranseler Pfarrei über einen eigenen Pfarrer, danach übernahm jener von Lorch seine Aufgaben. 1997 mussten marode Teile des Kirchturmes ausgetauscht werden, dabei wurde auch der Außenanstrich erneuert. Am 1. Januar 2010 schlossen sich die Pfarreien St. Martin (Lorch), St. Bonifatius (Lorchhausen) und St. Katharina (Ransel) mit ihren beiden Filialen St. Anna (Sauerthal) und St. Antonius (Wollmerschied) zur erweiterten Pfarrei St. Martin (Lorch) zusammen. 2015 erfolgte die Gründung der Pfarrei Heilig Kreuz Rheingau, zu dessen 13 Kirchorten auch die Filiale Wollmerschied gehört.

## Architektur
Bei der St.-Antonius-Kirche handelt es sich um einen kleinen, schlichten Saalbau. Das Schiefer gedeckte Krüppelwalmdach wird von einem spitzen Dachreiter mit quadratischer Grundfläche bekrönt. Die Außenwände des mit Schieferbruchsteinen errichteten Gebäudes waren als Sichtmauerwerk konzipiert und wurden erst 1970 verputzt. Das Eingangsportal befindet sich auf der mit einem abgetreppten Bogenfries verzierten Giebelseite. Der ehemals zentrale von zwei Bäumen flankierte Treppenaufgang musste im Zuge einer Straßenverbreiterung der heutigen verkürzten Form weichen. Das Giebelsatteldach der kleinen Eingangsvorhalle wurde in diesem Zuge durch ein unpassendes Flachdach ersetzt.
Einfache rundbogige, hellglasige Fenster mit mittig angeordneten, modernen, christlichen Symbolen (Mitte 20. Jh.) erhellen den Innenraum. Die früher geknickte Holzdecke mit ihrer sichtbaren Tragkonstruktion auf Konsolen ist heute unter einer tonnenförmigen Holzdecke verborgen. Die über dem Eingang befindliche alte Balustrade der Orgelempore wurde ebenfalls modern ersetzt und verkleidet. Die Überwölbung der halbrunde Chorapsis wurde in jüngster Zeit als blauer Himmel gestaltet. Im Zentrum dargestellt ist der segenspendende Gott-Vater mit den Gebotstafeln, begleitet von zwei Engeln vor einem dreigeteilten Kreis, der die Dreifaltigkeit symbolisiert.

## Ausstattung
- Unvollständig erhaltener, barocker Hochaltar aus der Vorgängerkapelle. Erhalten sind die Mensa mit Leuchterbank und der Dreh-Tabernakel
- Immaculata von 1750
- Zwei weibliche Heiligenfiguren um 1750. Die Attribute stammen aus neuerer Zeit, deshalb werden die Figuren heute als Hl. Barbara und Hl. Katharina bezeichnet.
- Hl. Antonius Ende 18. Jh.

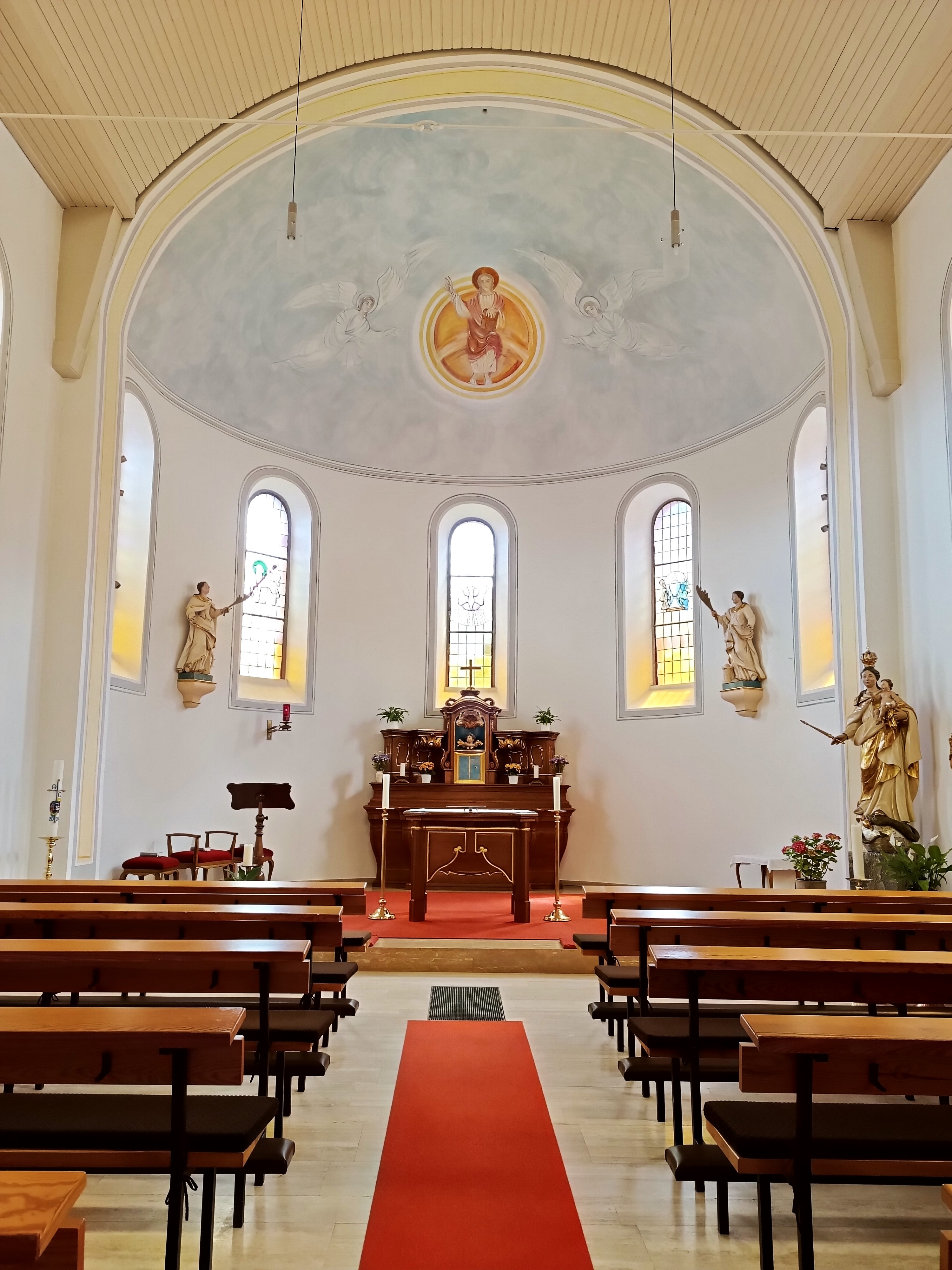
Innenraum
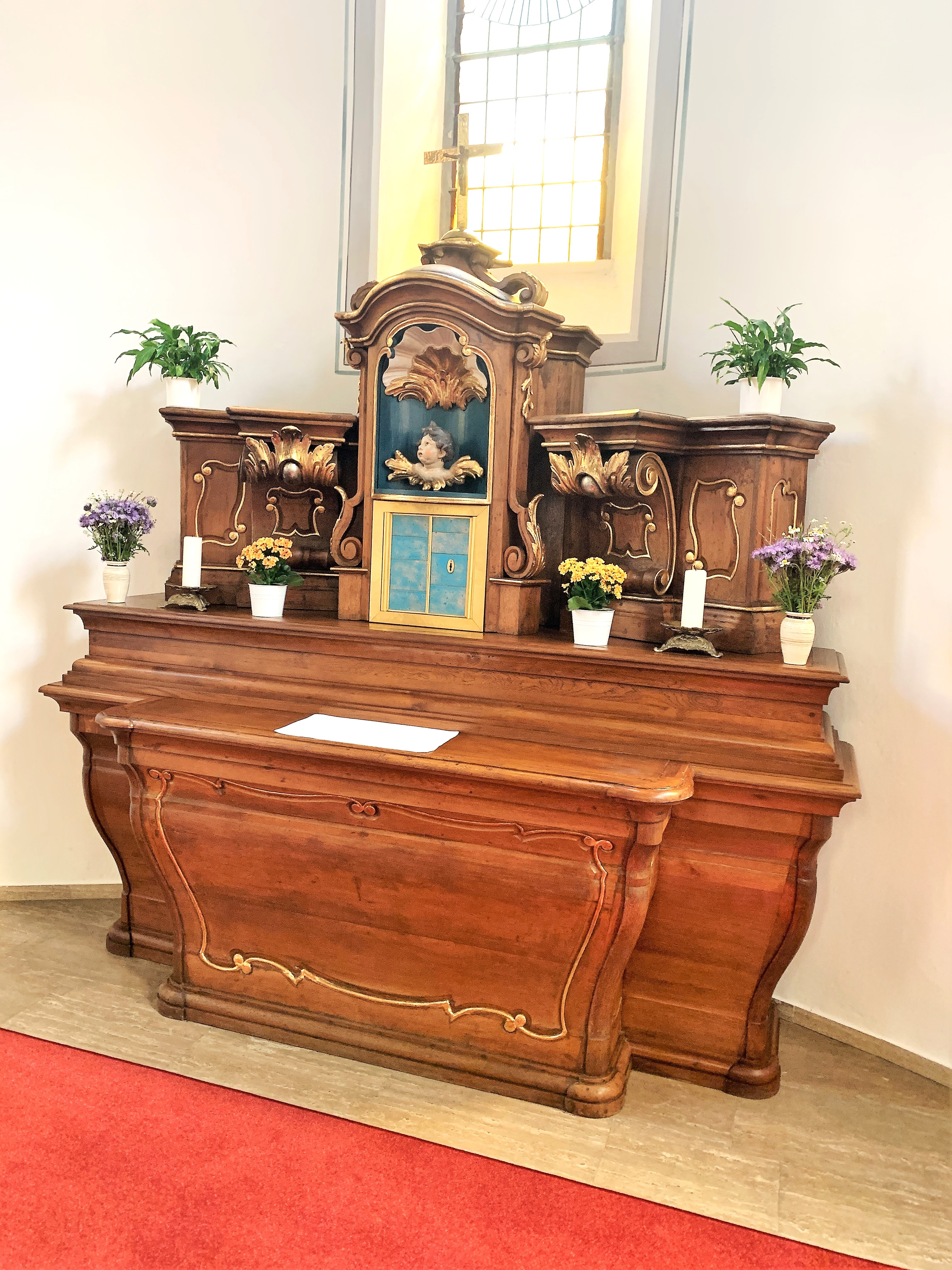
Unvollständig erhaltener barocker Hochaltar
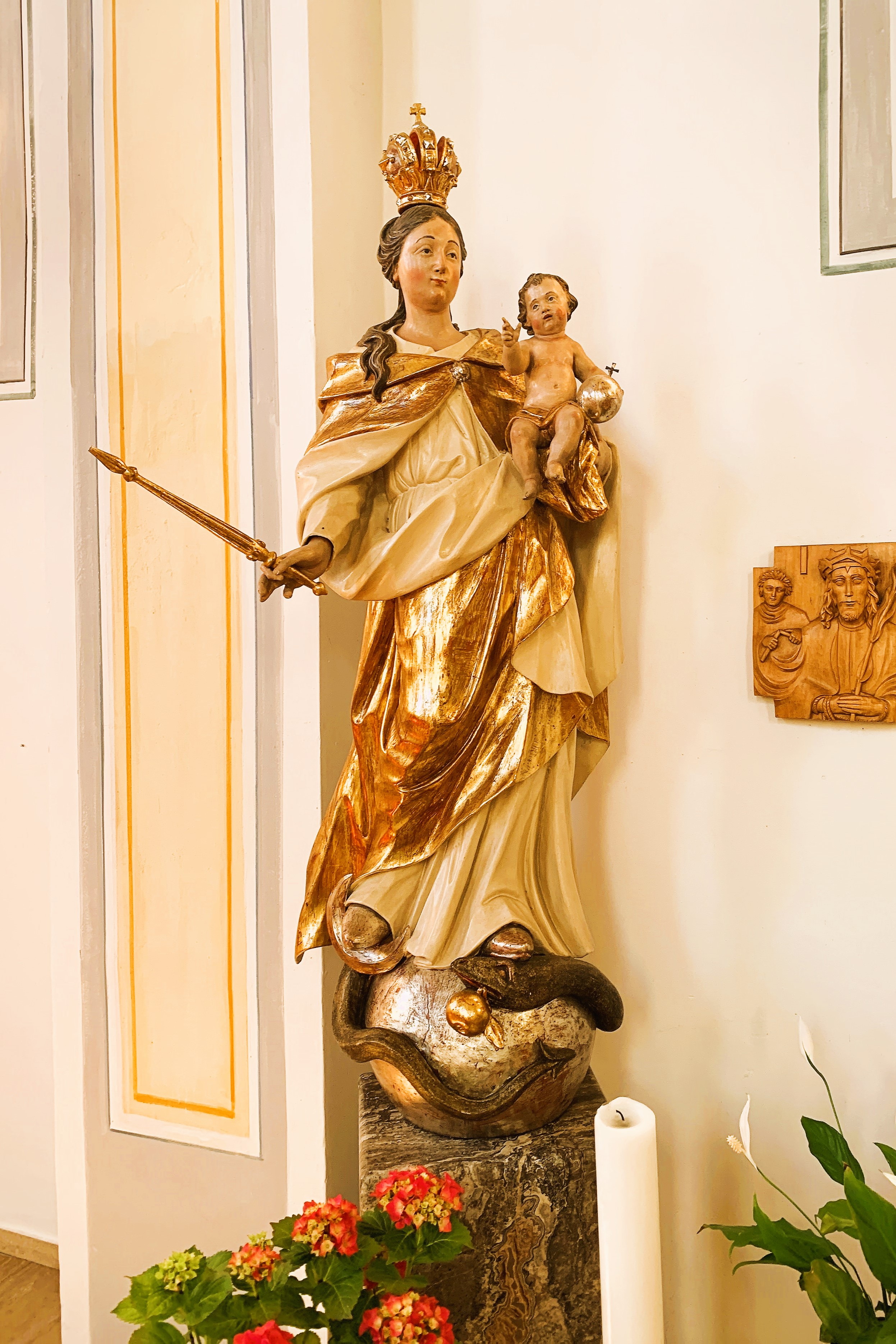
Immaculata (1750)
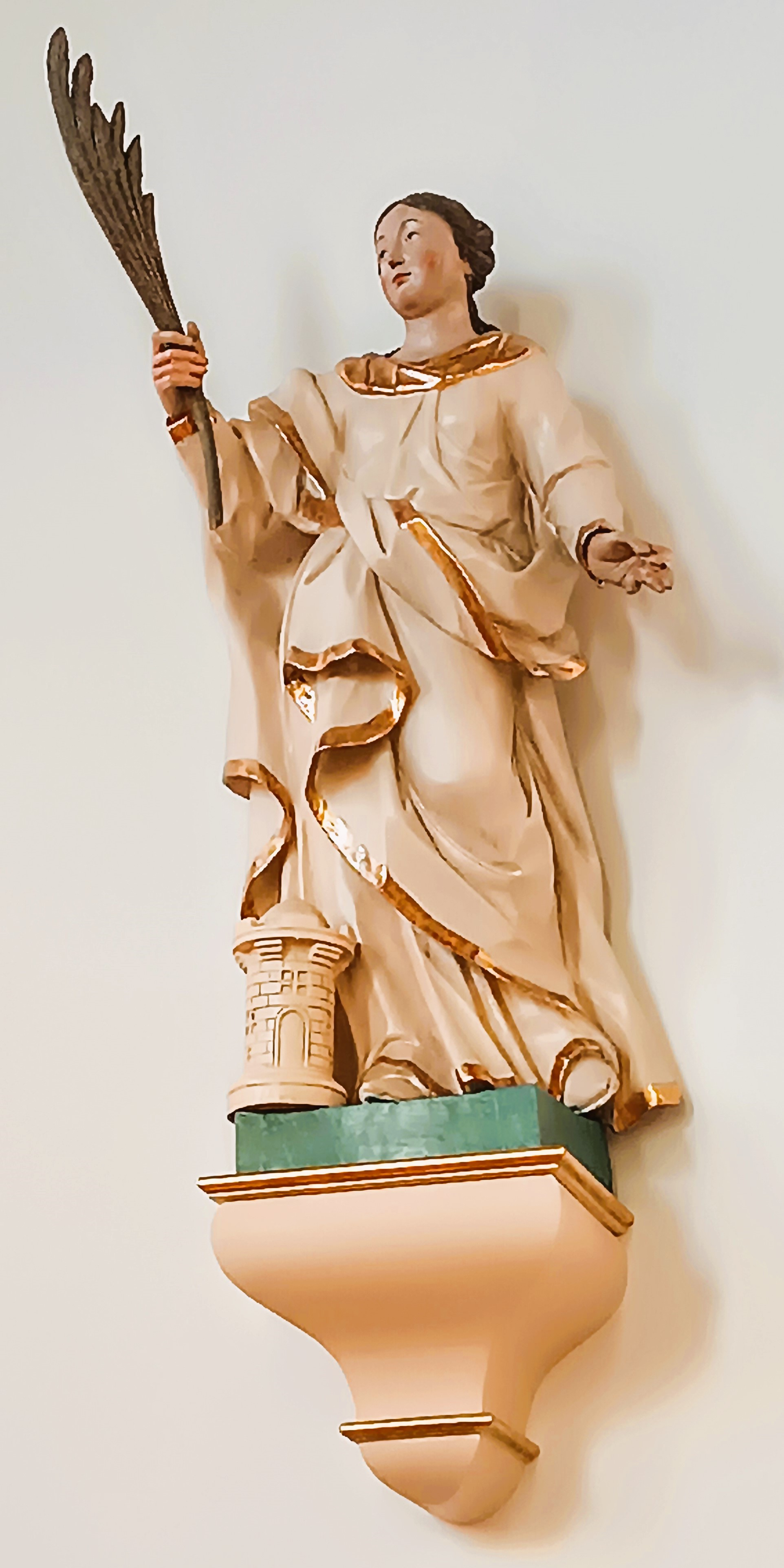
Heilige Barbara (1750)
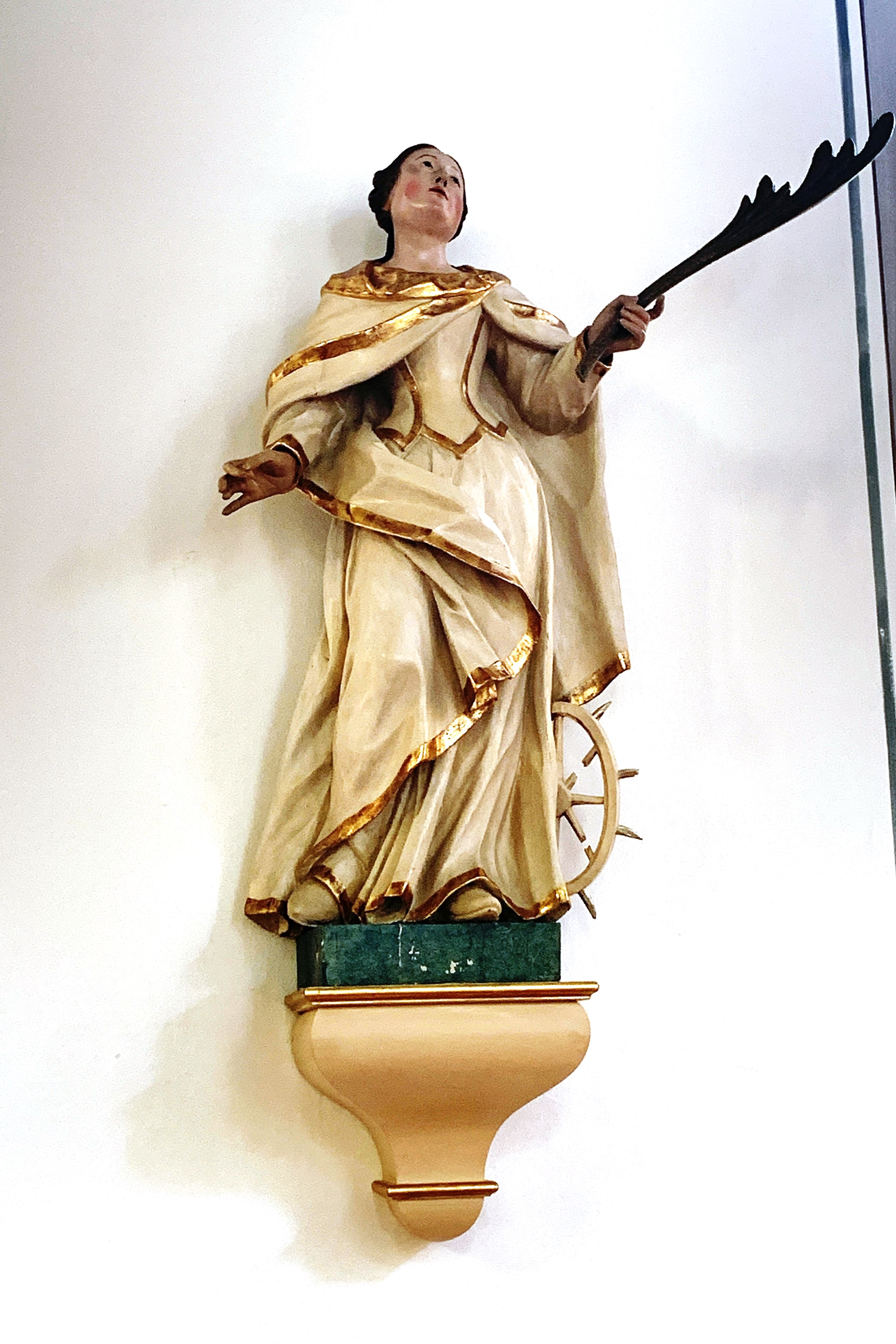
Heilige Katharina (1750)
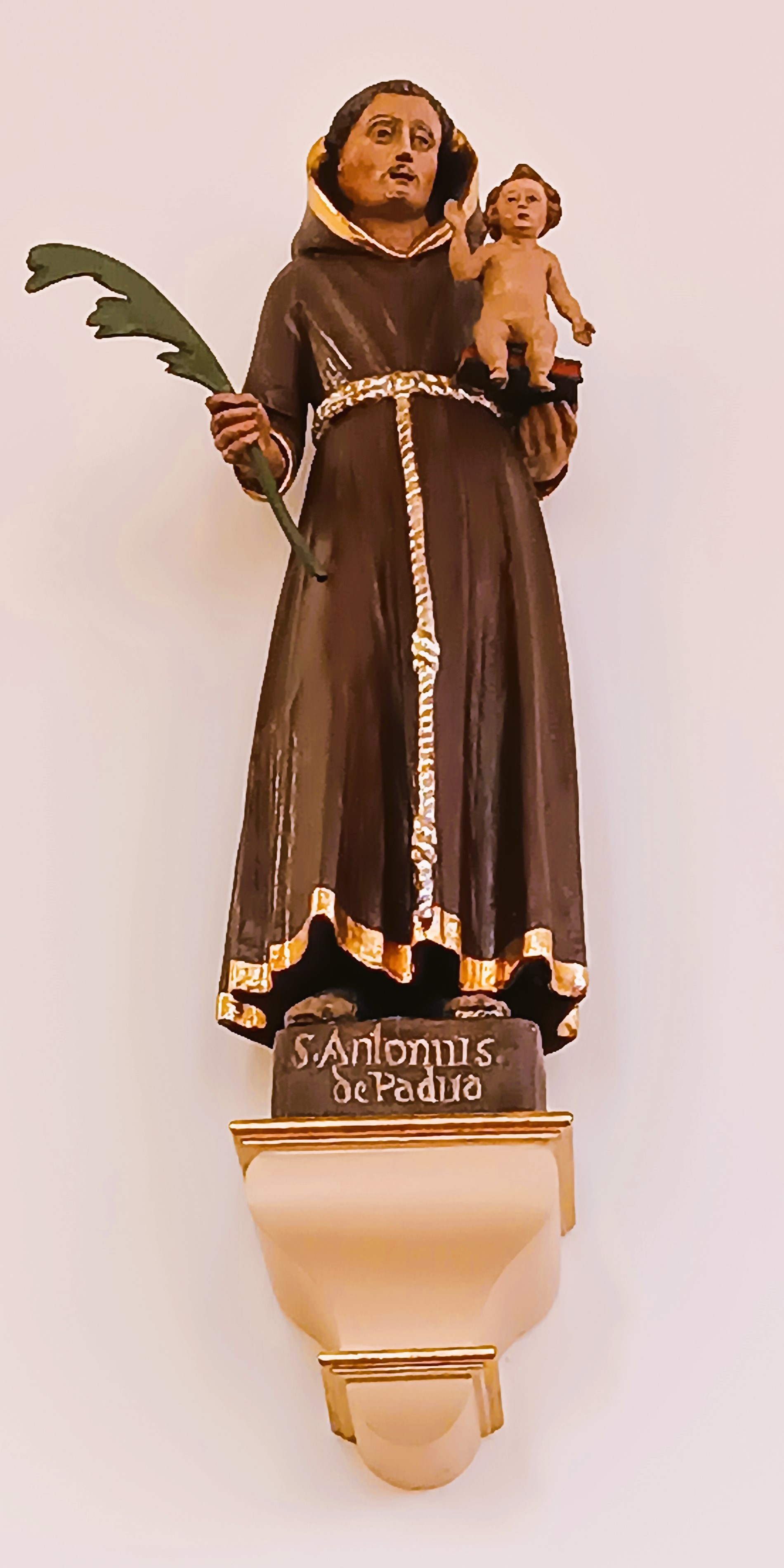
Heiliger Antonius von Padua (Ende 18. Jh.)

## Glocken
Das Geläut besteht aus drei Bronzeglocken, welche 1976 von der Fa. Rincker gegossen wurden. Die ehemalige Glocke von 1890, gegossen von der Firma J. G. Pfeifer aus Kaiserslautern, wurde zum Metallpreis in Zahlung gegeben.
Der Glockensachverständige Hubert Foersch bemerkt zu dem Wollmerschieder Geläute in dem von ihm verfassten Limburger Glockenbuch: „Das Geläute bildet das im Rheingau selten gehörte Motiv eines Dur-Dreiklangs in extrem hoher Lage. Die Glocken sind von beeindruckender Frische und Leuchtkraft. Sie stellen eine interessante Bereicherung der Rheingauer Glockenlandschaft dar.“
Geläutedisposition: g′′-5 - h′′-4,5 - d′′′-4
| Nr. | Name     | Masse (kg) | Ø (mm) | Schlagton (16tel) | Abklingdauer (Sec.) | Gussjahr | Glockengießer | Inschrift          |
| 1   | Antonius | 103        | 538    | g2 -5             | 66                  | 1976     | Rincker       | „+ HL. ANTONIUS +“ |
| 2   | Clemens  | 60         | 443    | h2 -4,5           | 39                  | 1976     | Rincker       | „+ HL. CLEMENS +“  |
| 3   | Maria    | 42         | 392    | d3 -4             | 31                  | 1976     | Rincker       | „+ HL. MARIA +“    |